# Pari
Pari (von lateinisch par „gleich, gleich stark“) ist im Bank- und Börsenwesen ein Fachausdruck für den Börsenkurs von Wertpapieren, der mit ihrem Nennwert identisch ist.

## Allgemeines
Bei Aktien, Anleihen und Investmentzertifikaten gibt es zwei Wertangaben, den Nennwert (Nominalwert) und Börsenkurs. Sind beide identisch, so sind die beiden Wertangaben „pari“:
{\displaystyle {\mbox{Nennwert}}={\mbox{Börsenkurs}}}
In der Regel weichen jedoch Nennwert und Emissionskurs oder aktueller Börsenkurs voneinander ab. Diese Abweichungen werden im Fachjargon dann „über pari“ und „unter pari“ genannt.

## „Über pari“ und „unter pari“
Liegt der Börsenkurs/Ausgabepreis eines Wertpapiers über seinem Nennwert, spricht man von „über pari“:
{\displaystyle {\mbox{Nennwert}}<{\mbox{Börsenkurs}}}
Die Differenz zwischen Nennwert und Börsenkurs heißt Agio.
Von „unter pari“ wird gesprochen, wenn der Börsenkurs unter dem Nennwert liegt:
{\displaystyle {\mbox{Nennwert}}>{\mbox{Börsenkurs}}}
Die Differenz zwischen Nennwert und Börsenkurs heißt Disagio.

## Emission
Ob und wieweit der spätere Kurswert von Wertpapieren von ihrem Nennwert abweicht, hängt insbesondere von der Bestimmung ihres Emissionskurses ab. Emissionskurs ist der Kurs, zu denen Wertpapiere bei ihrer Erstausgabe an der Börse vom Emittenten angeboten werden. Bei Anleihen ist die Unterpariemission üblich, bei Aktien hingegen ist sie nach § 9 Abs. 1 AktG verboten, um das Grundkapital zu erhalten. Deshalb gibt es bei Aktien nur die Überpariemission. Investmentzertifikate werden gewöhnlich mit einem Ausgabeaufschlag, also „über pari“, verkauft.

## Auswirkung auf die Rendite
Insbesondere bei Festzinsanleihen wirkt sich die Abweichung von „pari“ auf die Rendite aus, da der Nominalzins der Anleihe nur bei „pari“ auch der Rendite entspricht. Liegt der Emissions- oder aktuelle Kurs einer Anleihe unter ihrem Nennwert („unter pari“), ist die Rendite höher als der Nominalzins und umgekehrt. Da sich der Börsenkurs einer Anleihe tendenziell vor dem Fälligkeitstag dem Nennwert nähert (Nennwertkonvergenz), gleicht sich auch die Rendite dem Nominalzins an.

## Sonstiges
- Synonyme für pari sind al pari und Parikurs.